# 성재호
성재호(1971년 3월 4일 ~ )는 대한민국의 KBS 보도본부의 기자이다.

## 경력
- 1997년: KBS 입사
- 2015년 ~ 2018년: 전국언론노동조합 KBS 본부장
- 2020년 ~ 2022년 방송기자연합회장
- 2023년 KBS 보도국장